# Neuenhammer (Radevormwald)
Neuenhammer ist ein Weiler in Radevormwald im Oberbergischen Kreis im nordrhein-westfälischen Regierungsbezirk Köln in Deutschland.

## Lage und Beschreibung

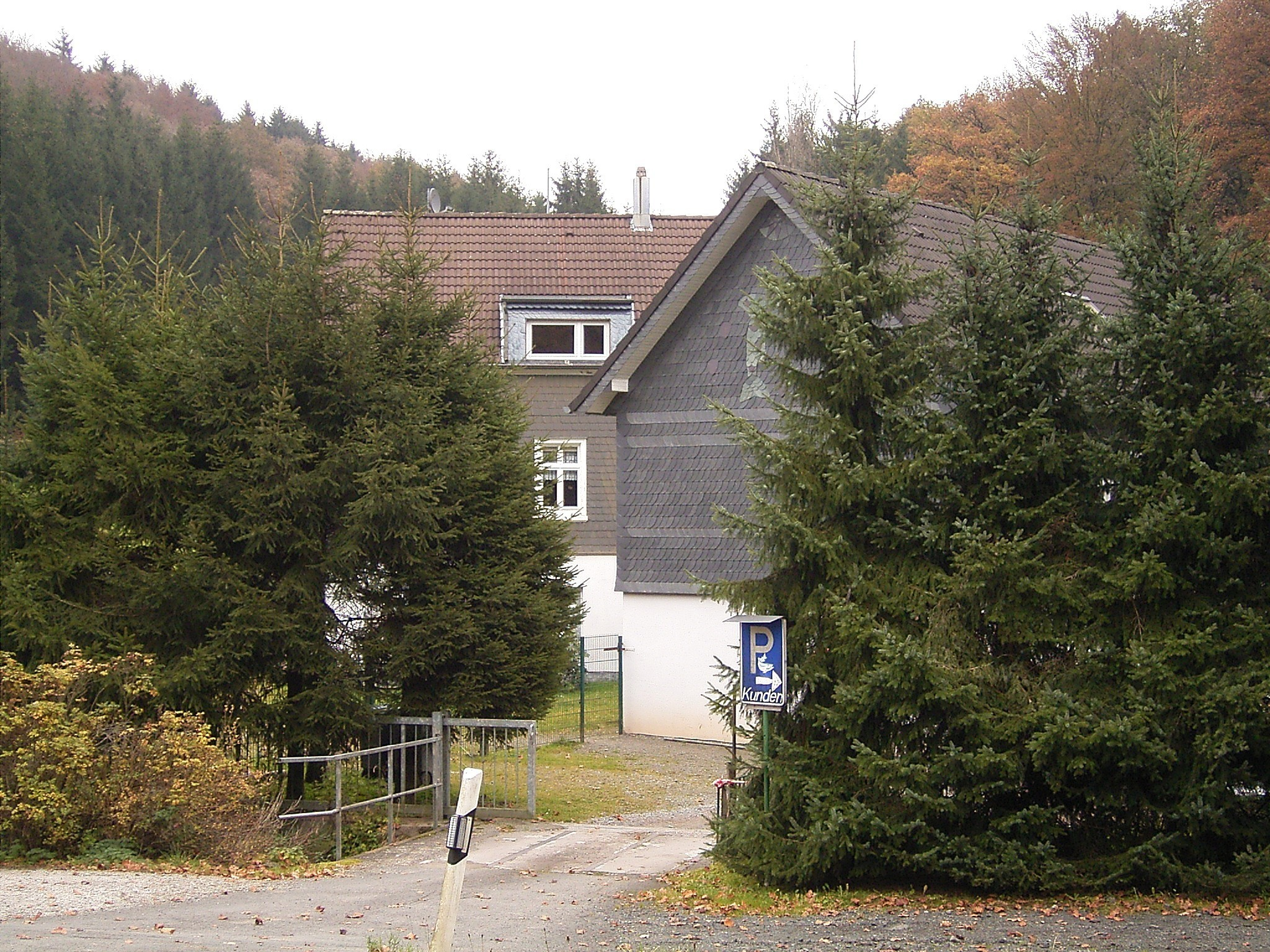
Gebäude in Neuenhammer

Neuenhammer liegt nordwestlich von Radevormwald im Tal der Uelfe an der Landesstraße 414 (Uelfe-Wuppertal-Straße). Nachbarorte sind Leimholer Mühle und Im Hagen.
Der Eistringhauser Bach mündet innerhalb der Ortschaft in die Uelfe.
Politisch im Stadtrat von Radevormwald vertreten wird der Ort durch den Direktkandidaten des Wahlbezirks 130.

## Geschichte
In der Karte Topographische Aufnahme der Rheinlande von 1824 ist in der Ortslage von Neuenhammer ein Mühlensymbol angegeben. Die Ortsbezeichnung wird erst in der Preußischen Uraufnahme von 1840 bis 1844 genannt. In Neuenhammer wurde mit Wasserkraft ein Hammerwerk betrieben.

## Wander- und Radwege
Durch den Ort führen:
- der Radevormwalder Radweg 2 Entlang der Uelfe und Wupper
- der vom Parkplatz Uelfebad ausgehende Rundwanderweg A5